# سورن سوزوکی
سِورن کولیس-سوزوکی (به انگلیسی: Severn Cullis-Suzuki) (زاده ۳۰ نوامبر ۱۹۷۹، ونکوور) نویسنده، سخنگو و میزبان برنامه‌های تلویزیونی مربوط به محیط زیست و جنبش بشردوستی است.
او فرزند تارا کولیس نویسنده و دیوید سوزوکی نسل‌شناس و فعال محیط زیست است. هنگامی‌که ۹ سال داشت یک گروه کوچک بنام (ECO) تأسیس نمود که به کودکان و نوجوانان دیگر، عشق به بشریت و به محیط زیست را می‌آموختند.

در سال ۱۹۹۲ و هنگامی‌که تنها ۱۲ سال داشت، به همراه گروه کوچک خود و پس از جمع‌آوری هزینه سفر توسط کمک‌های مردمی به ریودوژانیرو رفت و در کنفرانس قلهٔ زمین وابسته به سازمان ملل متحد، متنی را که چشم‌اندازی از نوجوانان هم‌سن او بود، برای نمایندگان قرائت نمود. پس از خواندن متن مورد تشویق تمامی نمایندگان قله زمین(معروف به سامیت) قرار گرفت و ویدیوی این سخنرانی در دنیا بر سر زبان‌ها افتاد.
نام ویدئو دختری که دنیا را ۵ دقیقه وادار به سکوت کرد نام گرفت. وی در سال ۱۹۹۳ نیز در برنامه محیط زیست ملل متحد مورد تقدیر قرار گرفت.